# Avril 1751
Cette page présente les faits marquants du mois d'avril 1751.

## Événements
- Avril, Acadie : construction du Fort Beauséjour, puis la même année du Fort Gaspareaux dans la Baie Verte par les Français[1].